# Rozsutec
Rozsutec je národní přírodní rezervace na Slovensku v národním parku Malá Fatra. Nachází se v katastrálním území obcí Párnica, Terchová a Zázrivá v okrese Žilina a okrese Dolný Kubín v Žilinském kraji. Chráněné území bylo vyhlášeno v roce 1967 a jeho rozloha je 841,55 hektaru. Předmětem ochrany je masív Velkého a Malého Rozsutce se zachovalými společenstvy, bohatým výskytem chráněných a ohrožených druhů rostlin a živočichů a  vzácnými formami krasového reliéfu.
Zahrnuje v sobě morfologicky atraktivně formované vápencové útvary jako soutěsky (tzv. tiesňavy), rokliny, kamenné hrnce, vodopády, skalní stěny a skaliska. V rezervaci se vyskytuje typická vápnomilná květena a horskou faunu, která zahrnuje několik vzácných endemických a reliktních druhů rostlin a živočichů. Součástí rezervace Rozsutec jsou také Jánošíkove diery, které se skládají z částí Dolné diery, Nové diery a Horné diery (Tesna rizňa). Dierami protékající potok vytváří Vodopády Hlbokého potoka.